# 180도 규칙

녹색 위치에서 촬영하다가 다음 장면에서 붉은 색 쪽으로 이동하면 화면에서 배우의 위치가 바뀌게 된다.

180도 규칙은 영화편집에 있어 기본적인 규칙으로, 어느 한 장면에서 두 사람이 마주보고 대화 등을 하고 있을 때에는 동일한 장면 동안은 배우들의 좌우 위치가 언제나 같아야 한다는 규칙이다.

## 예
예를 들어 A와 B 두 사람이 대화하는 장면을 가정하자. A가 왼쪽에 있고 B가 오른쪽에 있다면 B가 화면에 보이지 않아도 A는 언제나 오른쪽을 바라보아야 하며, 같은 식으로 B는 항상 왼쪽을 바라보아야 한다. 만약 카메라가 원래 위치의 반대편으로 이동하면, B가 왼쪽에 있고 A가 오른쪽에 있게 되므로 시청자를 혼란시키고 장면의 흐름을 깨게 될 것이다.
이 규칙의 이름은 A와 B를 잇는 직선(가상선; imaginary line)을 기준으로 한 쪽 편에서는 A와 B의 좌우 위치가 바뀌지 않는다는 데서 유래하였다. 따라서 180도 규칙을 지킬 경우 카메라는 가상선 반대편으로 넘어 갈 수 없다.

## 이유
180도 규칙은 영화 편집의 형식 중 하나인 연속 편집의 필수적인 요소이다. 이러한 규칙은 컷이 나뉘어 등장인물을 따로 보여줄 경우에도 시청자가 화면상에서 공간을 지각하는 데 안정감을 주어 등장인물이 동일 시공간 내에 있다고 느낄 수 있게 하는 반면, 이러한 규칙이 지켜지지 않고 가상선을 넘게 되는 경우 시청자는 화면상의 시공간을 이해하는 데 혼란을 가져오게 된다. 이 규칙이 항상 지켜지는 것은 아니며, 시청자를 혼란시키게 하기 위해 의도적으로 규칙을 어기기도 한다.

## 같이 보기
- 30도 규칙